# Студия 30
«Студия 30» (другие названия: «30 Потрясений» или «Площадь Рокфеллера, дом 30») (англ. 30 Rock) — американский комедийный телесериал, созданный Тиной Фей и транслируемый с 2006 по 2013 год в США на телеканале NBC. На создание сериала Тину Фей вдохновила её работа в качестве главного сценариста развлекательной телепередачи Saturday Night Live. Название 30 Rock ссылается на здание 30 Rockefeller Plaza, в котором размещается штаб-квартира телевизионной сети NBC. Премьера телесериала состоялась 11 октября 2006 года, а финал вышел 31 января 2013 года.

## Сюжет
Лиз Лемон — ведущий сценарист и шоураннер скетч-шоу NBC под названием «TGS с Трейси Джорданом», который снимается в Студии 6H на Рокфеллер Плаза, 30, в Нью-Йорке. Главными звездами телешоу являются непредсказуемый комик Трейси Джорджан и Дженна Маруни, лучшая подруга Лиз. Каждый день Лиз приходится сталкиваться с решением проблем, которые устраивают для неё актёры и участники съемочной группы, а также находить общий язык со своим боссом Джеком Донаги.

## В ролях

### Главные персонажи
- Тина Фей — Лиз Лемон[3]
- Трейси Морган — Трейси Джордан
- Джейн Краковски — Дженна Марони
- Джек Макбрайер — Кеннет Парселл
- Скотт Эдсит[англ.] — Пит Хорнбергер
- Джуда Фридлендер — Фрэнк Росситано
- Алек Болдуин — Джек Донаги

### Периодические персонажи
- Кит Пауэлл[англ.] — Туфер
- Катрина Боуден — Сэрри
- Молик Панчоли[англ.] — Джонатан
- Лонни Росс[англ.] — Джош
- Элейн Стритч — Коллин Донаги
- Мэтт Деймон — Кэрол
- Шерри Шеперд — Энджи Джордан
- Шон Леви — Скотти Шофар
- Сальма Хайек — Элиса
- Шайенн Джексон — Дэнни Бэйкер

## Награды и номинации
«Золотой глобус»
- Лучшая женская роль в комедийном сериале — Тина Фей — дважды: в 2008 и 2009 гг.
- Лучшая мужская роль в телевизионном сериале (комедия или мюзикл) — Алек Болдуин — трижды: в 2006, 2008, 2009.

Номинации:
Премия Гильдии киноактёров США (2010):
- Лучшая женская роль в комедийном сериале — Тина Фей
- Лучшая мужская роль в комедийном сериале — Алек Болдуин